# Bernd Noack
Bernd Noack (* 1958 in Braunschweig) ist ein deutscher Kulturjournalist und Theaterkritiker.

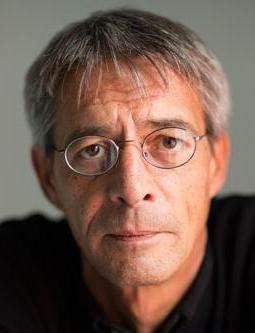
Bernd Noack (2013)

## Leben
Noack volontierte nach einer Lehre als Buchhändler bei den Nürnberger Nachrichten und arbeitete dann dort zwei Jahrzehnte als Redakteur im Ressort Feuilleton. Seit 2000 ist er freiberuflicher Autor. Er schreibt Kultur-Reportagen, Features und Essays u. a. für den Bayerischen Rundfunk, die Neue Zürcher Zeitung, Die Zeit, Nürnberger Nachrichten; Theaterkritiken, Porträts und Reports für Theater heute, NZZ und Spiegel online; Reisereportagen u. a. für Merian (Paris, Salzburg, Prag, Nürnberg).
2007 veröffentlichte Noack unter dem Titel Mit Licht und Schatten gepflastert elf literarische Erkundungen durch die Stadt Fürth (über Élie Halévy, Leopold Ullstein, Max Bernstein, Mary S. Rosenberg, Jakob Wassermann und andere). 2008 erschien das Buch Theaterskandale – Von Aischylos bis Thomas Bernhard, 2013 eine Sammlung von Feuilletons unter dem Titel Spurensuche.
Bernd Noack war 2014 bis 2016 Mitglied der Jury des Berliner Theatertreffens, 2018 Vorsitzender der Jury der Autorentheatertage des Deutschen Theaters Berlin und Mitglied der Jury des Marieluise-Fleißer-Preises. Er wohnt in Fürth.

## Werke
- Mit Licht und Schatten gepflastert – Elf literarische Erkundungen, Schrenk Verlag, 2007
- Theaterskandale – Von Aischylos bis Thomas Bernhard, Residenz Verlag, 2008
- Spurensuche, ars vivendi Verlag, 2013

## Auszeichnungen
- 2012 Stipendium im Rahmen des „Grenzgänger“-Programms der Robert-Bosch-Stiftung.
- 2012 Sonderpreis Kultur der Stadt Fürth